# Fußball-Weltmeisterschaft 1966/Finalrunde
Die Finalspiele der Fußball-Weltmeisterschaft 1966:

## Übersicht

### Qualifizierte Teams
| Gruppe 1   | Gruppe 2          | Gruppe 3    | Gruppe 4       |
| ---------- | ----------------- | ----------- | -------------- |
| 1. England | 1. BR Deutschland | 1. Portugal | 1. Sowjetunion |
| 2. Uruguay | 2. Argentinien    | 2. Ungarn   | 2. Nordkorea   |

### Spielplan Finalrunde
|  | Viertelfinale  | Viertelfinale |                |                | Halbfinale       | Halbfinale |  |  | Finale | Finale |
|  |                |               |                |                |                  |            |  |  |        |        |
|  |                |               |                |                |                  |            |  |  |        |        |
|  | England        | 1             |                |                |                  |            |  |  |        |        |
|  | England        | 1             |                |                |                  |            |  |  |        |        |
|  | Argentinien    | 0             |                |                |                  |            |  |  |        |        |
|  | Argentinien    | 0             | England        | 2              |                  |            |  |  |        |        |
|  |                |               | England        | 2              |                  |            |  |  |        |        |
|  |                | Portugal      | 1              |                |                  |            |  |  |        |        |
|  | Portugal       | Portugal      | 1              | 5              |                  |            |  |  |        |        |
|  | Portugal       |               |                | 5              |                  |            |  |  |        |        |
|  | Nordkorea      | 3             |                |                |                  |            |  |  |        |        |
|  |                |               | England        | 041            |                  |            |  |  |        |        |
|  |                |               |                | BR Deutschland | 2                |            |  |  |        |        |
|  | BR Deutschland | 4             |                |                |                  |            |  |  |        |        |
|  | Uruguay        | 0             |                |                |                  |            |  |  |        |        |
|  | Uruguay        | 0             | BR Deutschland | 2              |                  |            |  |  |        |        |
|  |                |               | BR Deutschland | 2              | Spiel um Platz 3 |            |  |  |        |        |
|  |                | Sowjetunion   | 1              |                |                  |            |  |  |        |        |
|  | Sowjetunion    | Sowjetunion   | 1              | 2              | Portugal         | 2          |  |  |        |        |
|  | Sowjetunion    |               |                | 2              | Portugal         | 2          |  |  |        |        |
|  | Ungarn         | 1             |                | Sowjetunion    | 1                |            |  |  |        |        |
|  | Ungarn         | 1             |                |                | 1                |            |  |  |        |        |
|  |                |               |                |                |                  |            |  |  |        |        |

1 Sieg nach Verlängerung

## Viertelfinale

### England – Argentinien 1:0 (0:0)
| England                                              | England | Argentinien | Argentinien |
| ---------------------------------------------------- | --- | --- | ----------- |
| England                                              | \| 23. Juli 1966, 15:00 Uhr in London (Wembley-Stadion) \| \| Zuschauer: 90.584 \| \| Schiedsrichter: Rudolf Kreitlein ( Deutschland) \| \| Spielbericht \|                     | \| 23. Juli 1966, 15:00 Uhr in London (Wembley-Stadion) \| \| Zuschauer: 90.584 \| \| Schiedsrichter: Rudolf Kreitlein ( Deutschland) \| \| Spielbericht \|                                                  | Argentinien |
| England                                              | Gordon Banks – George Cohen, Jack Charlton, Bobby Moore , Ray Wilson – Nobby Stiles, Bobby Charlton, Martin Peters – Alan Ball, Geoff Hurst, Roger Hunt Cheftrainer: Alf Ramsey | Antonio Roma – Roberto Ferreiro, Roberto Perfumo, José Albrecht, Silvio Marzolini – Jorge Solari, Antonio Rattín , Alberto González – Ermindo Onega, Luis Artime, Óscar Mas Cheftrainer: Juan Carlos Lorenzo | Argentinien |
| England                                              | 1:0 Hurst (79.) | | Argentinien |
| England                                              | Platzverweis: Rattín (35., Schiedsrichterbeleidigung) | | Argentinien |
| 23. Juli 1966, 15:00 Uhr in London (Wembley-Stadion) | | |             |
| Zuschauer: 90.584                                    | | |             |
| Schiedsrichter: Rudolf Kreitlein ( Deutschland)      | | |             |
| Spielbericht                                         | | |             |

### BR Deutschland – Uruguay 4:0 (1:0)
| BR Deutschland                                               | BR Deutschland | Uruguay | Uruguay |
| ------------------------------------------------------------ | --- | --- | ------- |
| BR Deutschland                                               | \| 23. Juli 1966, 15:00 Uhr in Sheffield (Hillsborough-Stadion) \| \| Zuschauer: 40.007 \| \| Schiedsrichter: Jim Finney ( England) \| \| Spielbericht \|                                                                 | \| 23. Juli 1966, 15:00 Uhr in Sheffield (Hillsborough-Stadion) \| \| Zuschauer: 40.007 \| \| Schiedsrichter: Jim Finney ( England) \| \| Spielbericht \|                                             | Uruguay |
| BR Deutschland                                               | Hans Tilkowski – Horst-Dieter Höttges, Willi Schulz, Wolfgang Weber, Karl-Heinz Schnellinger – Helmut Haller, Franz Beckenbauer, Wolfgang Overath – Sigfried Held, Uwe Seeler , Lothar Emmerich Cheftrainer: Helmut Schön | Ladislao Mazurkiewicz – Luis Ubiña, Horacio Troche , Jorge Manicera, Omar Caetano – Héctor Salvá, Néstor Gonçalves, Héctor Silva – Julio Cortés, Pedro Rocha, Domingo Pérez Cheftrainer: Ondino Viera | Uruguay |
| BR Deutschland                                               | 1:0 Haller (11.) 2:0 Beckenbauer (70.) 3:0 Seeler (75.) 4:0 Haller (83.) | | Uruguay |
| BR Deutschland                                               | Platzverweise: Troche (49., Tätlichkeit), Silva (54., Foul) | | Uruguay |
| 23. Juli 1966, 15:00 Uhr in Sheffield (Hillsborough-Stadion) | | |         |
| Zuschauer: 40.007                                            | | |         |
| Schiedsrichter: Jim Finney ( England)                        | | |         |
| Spielbericht                                                 | | |         |

### Portugal – Nordkorea 5:3 (2:3)
| Portugal                                              | Portugal | Nordkorea | Nordkorea |
| ----------------------------------------------------- | --- | --- | --------- |
| Portugal                                              | \| 23. Juli 1966, 15:00 Uhr in Liverpool (Goodison Park) \| \| Zuschauer: 40.248 \| \| Schiedsrichter: Menahem Ashkenazi ( Israel) \| \| Spielbericht \|                   | \| 23. Juli 1966, 15:00 Uhr in Liverpool (Goodison Park) \| \| Zuschauer: 40.248 \| \| Schiedsrichter: Menahem Ashkenazi ( Israel) \| \| Spielbericht \|                                         | Nordkorea |
| Portugal                                              | José Pereira – João Morais, Alexandre Baptista, Vicente, Hilário – Jaime Graça, Mário Coluna – José Augusto, Eusébio, José Torres, António Simões Cheftrainer: Otto Glória | Lee Chang-myung – Ha Yung-won, Lim Zoong-sun, Oh Yoon-kyung, Shin Yung-kyoo – Im Seung-hwi, Han Bong-zin, Pak Doo-ik – Pak Seung-zin , Yang Seung-kook, Li Dong-woon Cheftrainer: Myung Rye-hyun | Nordkorea |
| Portugal                                              | 1:3 Eusébio (27.) 2:3 Eusébio (43., Elfmeter) 3:3 Eusébio (56.) 4:3 Eusébio (59., Elfmeter) 5:3 José Augusto (79.)                                                         | 0:1 Pak Seung-zin (1.) 0:2 Li (22.) 0:3 Yang (24.) | Nordkorea |
| 23. Juli 1966, 15:00 Uhr in Liverpool (Goodison Park) | | |           |
| Zuschauer: 40.248                                     | | |           |
| Schiedsrichter: Menahem Ashkenazi ( Israel)           | | |           |
| Spielbericht                                          | | |           |

### Sowjetunion – Ungarn 2:1 (1:0)
| Sowjetunion                                         | Sowjetunion | Ungarn | Ungarn |
| --------------------------------------------------- | --- | --- | ------ |
| Sowjetunion                                         | \| 23. Juli 1966, 15:00 Uhr in Sunderland (Roker Park) \| \| Zuschauer: 26.844 \| \| Schiedsrichter: Juan Gardeazábal ( Spanien) \| \| Spielbericht \|                                                                                 | \| 23. Juli 1966, 15:00 Uhr in Sunderland (Roker Park) \| \| Zuschauer: 26.844 \| \| Schiedsrichter: Juan Gardeazábal ( Spanien) \| \| Spielbericht \|                                        | Ungarn |
| Sowjetunion                                         | Lew Jaschin – Wladimir Ponomarjow, Albert Schesternjow , Waleri Woronin, Wassili Danilow – József Szabó, Galimsjan Chussainow – Igor Tschislenko, Anatoli Banischewski, Eduard Malafejew, Waleri Porkujan Cheftrainer: Nikolai Morosow | József Gelei – Benő Káposzta, Sándor Mátrai, Kálmán Mészöly, Gusztáv Szepesi – István Nagy, Ferenc Sipos , Flórián Albert – Ferenc Bene, János Farkas, Gyula Rákosi Cheftrainer: Lajos Baróti | Ungarn |
| Sowjetunion                                         | 1:0 Tschislenko (5.) 2:0 Porkujan (49.) | 2:1 Bene (58.) | Ungarn |
| 23. Juli 1966, 15:00 Uhr in Sunderland (Roker Park) | | |        |
| Zuschauer: 26.844                                   | | |        |
| Schiedsrichter: Juan Gardeazábal ( Spanien)         | | |        |
| Spielbericht                                        | | |        |

## Halbfinale

### BR Deutschland – Sowjetunion  2:1 (1:0)
Die deutsche Elf erreichte mit dem Sieg über die Sowjetunion das zweite Mal ein WM-Finale. Die Treffer erzielten die beiden besten deutschen Spieler des Turniers: Helmut Haller in der 43. Minute, Franz Beckenbauer erhöhte in der 68. Minute auf 2:0. Der Anschlusstreffer der UdSSR in der 88. Minute durch Porkujan kam zu spät. Nach dem Platzverweis von Igor Tschislenko in der 44. Minute spielte Deutschland in Überzahl.
| BR Deutschland                                        | BR Deutschland | Sowjetunion | Sowjetunion |
| ----------------------------------------------------- | --- | --- | ----------- |
| BR Deutschland                                        | \| 25. Juli 1966, 15:00 Uhr in Liverpool (Goodison Park) \| \| Zuschauer: 38.273 \| \| Schiedsrichter: Concetto Lo Bello ( Italien) \| \| Spielbericht \|                                                         | \| 25. Juli 1966, 15:00 Uhr in Liverpool (Goodison Park) \| \| Zuschauer: 38.273 \| \| Schiedsrichter: Concetto Lo Bello ( Italien) \| \| Spielbericht \|                                                                              | Sowjetunion |
| BR Deutschland                                        | Hans Tilkowski – Friedel Lutz, Willi Schulz, Wolfgang Weber, Karl-Heinz Schnellinger – Helmut Haller, Franz Beckenbauer, Wolfgang Overath – Sigfried Held, Uwe Seeler , Lothar Emmerich Cheftrainer: Helmut Schön | Lew Jaschin – Wladimir Ponomarjow, Albert Schesternjow , Waleri Woronin, Wassili Danilow – József Szabó, Galimsjan Chussainow – Igor Tschislenko, Anatoli Banischewski, Eduard Malofejew, Waleri Porkujan Cheftrainer: Nikolai Morosow | Sowjetunion |
| BR Deutschland                                        | 1:0 Haller (43.) 2:0 Beckenbauer (68.) | 2:1 Porkujan (88.) | Sowjetunion |
| BR Deutschland                                        | Verwarnung: Beckenbauer | Verwarnung: Woronin Platzverweis: Tschislenko (44.) | Sowjetunion |
| 25. Juli 1966, 15:00 Uhr in Liverpool (Goodison Park) | | |             |
| Zuschauer: 38.273                                     | | |             |
| Schiedsrichter: Concetto Lo Bello ( Italien)          | | |             |
| Spielbericht                                          | | |             |

### England – Portugal 2:1 (1:0)
Die Engländer setzten sich gegen Portugal mit 2:1 durch. Portugal war England zwar zumeist ebenbürtig, doch die Engländer verstanden es, Zählbares aus ihren Spielzügen zu machen. Zudem wurde Eusébio erfolgreich von Nobby Stiles in Manndeckung genommen. Sein achtes Turniertor erzielte der portugiesische Stürmerstar dennoch, in der 82. Minute per Elfmeter zum 1:2-Endstand. Bobby Charlton erzielte die beiden Tore für die Gastgeber.
| England                                              | England | Portugal | Portugal |
| ---------------------------------------------------- | --- | --- | -------- |
| England                                              | \| 26. Juli 1966, 15:00 Uhr in London (Wembley-Stadion) \| \| Zuschauer: 94.493 \| \| Schiedsrichter: Pierre Schwinté ( Frankreich) \| \| Spielbericht \|                       | \| 26. Juli 1966, 15:00 Uhr in London (Wembley-Stadion) \| \| Zuschauer: 94.493 \| \| Schiedsrichter: Pierre Schwinté ( Frankreich) \| \| Spielbericht \|                        | Portugal |
| England                                              | Gordon Banks – George Cohen, Jack Charlton, Bobby Moore , Ray Wilson – Nobby Stiles, Bobby Charlton, Martin Peters – Alan Ball, Geoff Hurst, Roger Hunt Cheftrainer: Alf Ramsey | José Pereira – Alberto Festa, Alexandre Baptista, José Carlos, Hilário – Jaime Graça, Mário Coluna – José Augusto, Eusébio, José Torres, António Simões Cheftrainer: Otto Glória | Portugal |
| England                                              | 1:0 B. Charlton (30.) 2:0 B. Charlton (79.) | 2:1 Eusébio (82., Handelfmeter) | Portugal |
| 26. Juli 1966, 15:00 Uhr in London (Wembley-Stadion) | | |          |
| Zuschauer: 94.493                                    | | |          |
| Schiedsrichter: Pierre Schwinté ( Frankreich)        | | |          |
| Spielbericht                                         | | |          |

## Spiel um Platz 3

### Portugal – Sowjetunion 2:1 (1:1)
| Portugal                                             | Portugal | Sowjetunion | Sowjetunion |
| ---------------------------------------------------- | --- | --- | ----------- |
| Portugal                                             | \| Spiel um Platz 3 \| \| 28. Juli 1966, 19:30 Uhr in London (Wembley-Stadion) \| \| Zuschauer: 87.696 \| \| Schiedsrichter: Ken Dagnall ( England) \| \| Spielbericht \|        | \| Spiel um Platz 3 \| \| 28. Juli 1966, 19:30 Uhr in London (Wembley-Stadion) \| \| Zuschauer: 87.696 \| \| Schiedsrichter: Ken Dagnall ( England) \| \| Spielbericht \|                                                                  | Sowjetunion |
| Portugal                                             | José Pereira – Alberto Festa, Alexandre Baptista, José Carlos, Hilário – Jaime Graça, Mário Coluna – José Augusto, Eusébio, José Torres, António Simões Cheftrainer: Otto Glória | Lew Jaschin – Wladimir Ponomarjow, Murtas Churzilawa, Waleri Woronin , Wassili Danilow – Alexei Kornejew, Giorgi Sitschinawa – Slawa Metreweli, Anatoli Banischewski, Wiktor Serebrjannikow, Eduard Malafejew Cheftrainer: Nikolai Morosow | Sowjetunion |
| Portugal                                             | 1:0 Eusébio (12., Handelfmeter) 2:1 José Torres (88.) | 1:1 Malafejew (44.) | Sowjetunion |
| Spiel um Platz 3                                     | | |             |
| 28. Juli 1966, 19:30 Uhr in London (Wembley-Stadion) | | |             |
| Zuschauer: 87.696                                    | | |             |
| Schiedsrichter: Ken Dagnall ( England)               | | |             |
| Spielbericht                                         | | |             |

## Finale

### England – BR Deutschland 4:2 n.V. (2:2, 1:1)
| England                                            | England | BR Deutschland | BR Deutschland | Aufstellung                              |
| -------------------------------------------------- | --- | --- | -------------- | ---------------------------------------- |
| England                                            | \| Finale \| \| Samstag, 30. Juli 1966 in London (Wembley-Stadion) \| \| Zuschauer: 96.924 \| \| Schiedsrichter: Gottfried Dienst ( Schweiz) \| \| Spielbericht \|              | \| Finale \| \| Samstag, 30. Juli 1966 in London (Wembley-Stadion) \| \| Zuschauer: 96.924 \| \| Schiedsrichter: Gottfried Dienst ( Schweiz) \| \| Spielbericht \|                                                        | BR Deutschland | Aufstellung England gegen BR Deutschland |
| England                                            | Gordon Banks – George Cohen, Jack Charlton, Bobby Moore , Ray Wilson – Nobby Stiles, Bobby Charlton, Martin Peters – Alan Ball, Geoff Hurst, Roger Hunt Cheftrainer: Alf Ramsey | Hans Tilkowski – Horst-Dieter Höttges, Willi Schulz, Wolfgang Weber, Karl-Heinz Schnellinger – Franz Beckenbauer, Wolfgang Overath – Helmut Haller, Uwe Seeler , Sigfried Held, Lothar Emmerich Cheftrainer: Helmut Schön | BR Deutschland | Aufstellung England gegen BR Deutschland |
| England                                            | 1:1 Hurst (18.) 2:1 Peters (78.) 3:2 Hurst (101.) 4:2 Hurst (120.) | 0:1 Haller (12.) 2:2 Weber (90.) | BR Deutschland | Aufstellung England gegen BR Deutschland |
| England                                            | Verwarnung: Peters | | BR Deutschland | Aufstellung England gegen BR Deutschland |
| Finale                                             | | |                |                                          |
| Samstag, 30. Juli 1966 in London (Wembley-Stadion) | | |                |                                          |
| Zuschauer: 96.924                                  | | |                |                                          |
| Schiedsrichter: Gottfried Dienst ( Schweiz)        | | |                |                                          |
| Spielbericht                                       | | |                |                                          |

Im 200. Spiel der WM-Geschichte traf Gastgeber England auf die BR Deutschland. Die deutsche Elf ging durch Helmut Haller in der 12. Minute in Führung, Geoff Hurst glich sechs Minuten später aus. In der 78. Minute ging England durch Martin Peters in Führung, ehe Wolfgang Weber in der Nachspielzeit ausglich. In der Verlängerung schoss Geoff Hurst zunächst das umstrittene Wembley-Tor in der 101. Minute, danach das entscheidende 4:2. Damit war England zum ersten und vorerst letzten Mal Weltmeister geworden.